# Чарлс Соул
Чарлс Соул (на английски: Charles Soule) е американски адвокат и писател на произведения в жанра комикс, графичен роман, трилър, научна фантастика и фентъзи.

## Биография и творчество
Чарлс Соул е роден на 18 юли 1974 г. в Милуоки, Уисконсин, САЩ. Израства в Мичиган. Завършва с бакалавърска степен азиатски и близкоизточни изследвания, с китайски език и история. През 2000 г. завършва право в Колумбийския университет.
След дипломирането си работи в адвокатската кантора „Ropes & Gray“ в Ню Йорк. През 2004 г. започва самостоятелна практика по имиграционно, трансакционно и корпоративно право.
Първият му графичен роман „Strongman“ от едноименната поредица е издаден през 2009 г. В следващите години работи по създаването на серии комикси за различни издателства като „Ди Си Комикс“ и „Марвел Комикс“. Добре познат е с комиксите „Letter 44“, „Daredevil“, „She-Hulk“, „Wolverine“, части от комиксите „Star Wars“, и др.
Първият му художествен роман „Годината на оракула“ е издаден през 2018 г. и представя историята на героя Уил Дандо, който може да види бъдещето и начина, по който тази способност променя света, но е преследван от могъщи корпорации заради способностите си.
Чарлс Соул живее със семейството си в Бруклин, Ню Йорк.

## Произведения

### Самостоятелни романи
- The Oracle Year (2018)
Годината на оракула, изд.: ИК „Ибис“, София (2018), прев. Коста Сивов
- Any One (2019)

### Серия „Силния“ (Strongman) – графични романи
1. Strongman (2009)
2. Oaxaca Tapout (2014)

### Комикси
- Twenty-Seven (2010 – 2011)
- Skullkickers #18: „Son of Tavern Tales“ (2012)
- Strange Attractors (2012 –2013)
- Swamp Thing Vol. 5 #19 – 40 (2013 – 2016)
- Red Lanterns #21 – 37 (2013 – 2014)
- New Gods: Godhead #35 – 37 (2015)
- Action Comics vol. 2 #23.3 (2013) – с Реймънд Бермудес
- Green Lantern vol. 5 #23.3 (2013) – с Алберто Понтичели
- Letter 44 #1 – 35 (2013 – 2017) – с Алберто Албъркърк
- Superman/Wonder Woman #1 – 12 (2013 – 2015)
- Superman: Doomed #1 – 2 (2014 – 2015) – със съавтори
- Thunderbolts vol. 2 #12 – 26 (2013 – 2014)
- Volume 2: Red Scare #7 – 12 (2013 – 2014)
- She-Hulk vol. 3 #1 – 12 (2014 –2015)
- Inhuman #1 – 14 (2014 – 2015)
- Death of Wolverine #1 – 4 (2014− 2015)
- Death of Wolverine: The Logan Legacy #1, 7 (2014 – 2015)
- Death of Wolverine: The Weapon X Program #1 – 5 (2014 – 2015)
- Wolverines (2015 – 2015)
- Uncanny Inhumans #0 – 20 (2015 – 2016)
- Inhumans: Attilan Rising #1 – 5 (2015)
- Civil War vol. 2 (2015 – 2016, ISBN 0-7851-9866-0) – с Леинил Франсис Ю
- Star Wars: Lando (2015) – с Алекс Малеев
- All-New Inhumans #1 – 4 (2015 – 2016)
- Daredevil #1 – 45 (2015 – 2018)
- Ever Green (2015) – с Лангдън Фос
- Star Wars: Obi-Wan & Anakin (2016 – 2016) – с Марко Чечето
- Daredevil/The Punisher: Seven Circle (2016) – със Саймън Кудрански и Рейли Браун
- Star Wars: Poe Dameron #1 – 31 (2016 – 2018)
- Death of X (2016) – с Джеф Лемир, Аарон Кудер и Хавиер Гарън
- Inhumans vs. X-Men #0 – 6 (2016 – 2017) – с Кенет Рокафорт, Джеф Лемър и Леинил Франсис Ю
- Star Wars: Darth Vader – Dark Lord of the Sith #1 – 25 (2017 –2019)
- Astonishing X-Men Vol. 4 #1 – 12 (2017 –2018)
- Curse Words (2017 – )